# EP Близнецов
EP Близнецов (лат. EP Geminorum) — одиночная переменная звезда в созвездии Близнецов на расстоянии (вычисленном из значения параллакса) приблизительно 20 385 световых лет (около 6 250 парсек) от Солнца. Видимая звёздная величина звезды — от +13,8m до +12,5m.

## Характеристики
EP Близнецов — красная пульсирующая полуправильная переменная звезда типа SRB (SRB) спектрального класса M6,5. Эффективная температура — около 3291 К.